# R. L. Stine: I racconti del brivido - Non ci pensare!
R. L. Stine: I racconti del brivido - Non ci pensare! (The Haunting Hour: Don't Think About It) è un film del 2007 diretto da Alex Zamm. È tratto da un'antologia di R. L. Stine, creatore della serie di libri horror per ragazzi Piccoli brividi.

## Trama
Cassie Keller, tredicenne dallo stile dark-gotico, ha difficoltà ad adattarsi nella nuova città e nella scuola in cui si è trasferita, così si diverte facendo scherzi ai suoi compagni di classe e al fratellino Max. Arrivata in una nuova scuola, si prende una cotta per Sean, il più bel ragazzo della classe, che però piace anche a Priscilla Wright, la reginetta della scuola, la quale non perde occasione di deridere Cassie.
Il pomeriggio del trentun ottobre, Cassie, passeggiando per la città tornando dalla biblioteca, trova un negozio di articoli per Halloween, dove il misterioso proprietario le vende un libro intitolato La creatura del male. Nella prima pagina del libro c'è un avviso, "Non leggere ad alta voce", che Cassie ignora: legge la storia al fratellino, riguardante uno spaventoso essere a due teste che rapisce la gente per nutrire i propri piccoli, che non esiste, almeno fino a quando qualcuno non ci pensi; tuttavia Max, scosso ed impaurito, ci pensa, facendo in modo che la creatura prenda vita e lo catturi.
Nel frattempo Priscilla, aiutata da Sean, si vendica di Cassie per via dello scherzo al ballo, ma poi Sean si pente di aver aiutato Priscilla a fare una cosa così crudele e la lascia da sola nel parco, dove viene anche lei catturata dalla creatura del male. Sean corre a casa di Cassie e loro due, insieme al piccolo Max, riescono a distruggere la creatura; vanno a casa di Cassie e buttano il libro che ha dato vita alla creatura del male nel caminetto. I genitori di Cassie, di ritorno da una festa, trovano il libro quasi completamente intatto tra la cenere, e ne leggono il contenuto ad alta voce..

## Curiosità
- Emily Osment e Cody Linley avevano già lavorato insieme sul set di Hannah Montana dove avevano rispettivamente i ruoli di Lilly Truscott e Jake Ryan

## Sequel
- R.L. Stine: I racconti del brivido - Fantasmagoriche avventure (2008)
- R.L. Stine: I racconti del brivido - Un demone in corpo (2014)
- R.L. Stine: I racconti del brivido - L'armadio delle anime (2015)
- R.L. Stine: I racconti del brivido - La casa stregata (2016)

## Serie TV
- Piccoli brividi (1995-1998)

## Film
- Piccoli brividi (2015)
- Piccoli brividi 2 - I fantasmi di Halloween (2018)